# Antoine Coypel
Antoine Coypel, 11 april 1661, död 7 januari 1722, var en fransk konstnär. Han var son till Noël Coypel, halvbror till Noël Nicolas Coypel samt far till Charles Antoine Coypel.
Coypel följde sin far till Rom och tog där intryck av familjen Carracci. 1714 blev han direktör för akademin i Paris, och 1715 hovmålare. Antoine Coypel var den av sin familj, som nådde störst berömmelse som konstnär. Coypel är representerad vid bland annat Nationalmuseum i Stockholm.